# Jeromus Johnson
Jeromus Johnson (* 2. November 1775 in Wallabout, Brooklyn, Provinz New York; † 7. September 1846 in Goshen, New York) war ein US-amerikanischer Politiker. Zwischen 1825 und 1829 vertrat er den Bundesstaat New York im US-Repräsentantenhaus.

## Werdegang
Jeromus Johnson wurde im ersten Jahr des Unabhängigkeitskrieges in Wallabout geboren. Er besuchte öffentliche Schulen. Später zog er nach New York City, wo er kaufmännischen Geschäften nachging. Er saß im Jahr 1822 in der New York State Assembly. Politisch gehörte er der Jacksonian-Fraktion an. Bei den Kongresswahlen des Jahres 1824 wurde Johnson im dritten Wahlbezirk von New York in das US-Repräsentantenhaus in Washington, D.C. gewählt, wo er am 4. März 1825 die Nachfolge von Churchill C. Cambreleng, John J. Morgan und Peter Sharpe antrat, welche zuvor zusammen den dritten Distrikt im US-Repräsentantenhaus vertreten hatten. Er wurde einmal wiedergewählt und schied dann nach dem 3. März 1829 aus dem Kongress aus. Während der Zeit als Kongressabgeordneter hatte er den Vorsitz über das Committee on Public Expenditures (20. Kongress). Am 26. Mai 1830 wurde er zum Appraiser of Merchandise im Port of New York ernannt, eine Stellung, die er bis zu seinem Rücktritt im Jahr 1840 innehatte, als er sich vom aktiven Geschäft zurücktrat und nach Goshen zog. Er verstarb dort am 7. September 1846 und wurde dann auf einem Privatfriedhof auf seinem Anwesen beigesetzt. Sein Bruder war Jeremiah Johnson (1766–1852), Bürgermeister der damals noch eigenständigen Stadt Brooklyn.